# 布萊恩·威廉姆斯
布萊恩·道格拉斯·威廉斯（1959年5月5日—）是一位美國記者和主持人，他從2004年至2015年主持NBC夜間新聞，年薪約1,300萬美元。在2007年，他被時代雜誌選為时代百大人物。在2010年，他被一個著名的媒體觀察家評為「21世紀的沃爾特·克朗凱特」。

## 早年生活
布萊恩生於美國新澤西州一個愛爾蘭裔家庭，父親戈登·路易斯·威廉姆斯（Gordon Lewis Williams）是美國全國零售商協會（National Retail Merchants Association）的行政副總裁，母親桃樂茜·梅（Dorothy May）是一名業餘演員，他在家中排行最小，對上有3個兄長。他幼時在紐約州生活過10年，之後隨家人遷回新澤西州，並於當地入讀初中。
高中期間，曾經當過3年志願消防員，亦在學校報章當過編輯，曾經在一次足球比賽中受傷，撞歪了鼻。
中學畢業後，入讀布魯克代爾社區學院，之後轉到美國天主教大學及喬治華盛頓大學繼續學業。1970年代末輟學，為吉米·卡特政府做實習生，他對此抱憾終生。

## 争议
2015年2月，布萊恩被爆出其講述多次的傳奇經歷，在2003年伊拉克戰爭中乘直升機被擊落後緊急迫降的故事，全部是虛構，《星条旗报》取得關鍵證據後2月7日只好出來承認並道歉，連帶也有人開始懷疑其2005年飓风卡特里娜中報導大量浮屍等聳動性風格的過往報導，也許全部是添油加醋的杜撰。此事之後NBC將其暫時停職。2015年6月18日，NBC宣布NBC晚间新闻平日主播改由原周末主播萊斯特·霍爾特担任，但布莱恩仍留任NBC新闻主播，擔任MSNBC频道的新聞主播。